# Trojan Ras Reggae Box Set
A Trojan Ras Reggae Box Set egy három lemezes reggae és dancehall válogatás.  2004-ben adta ki a Trojan Records kiadó.

## Számok

### CD 1
1. Sizzla - Subterranean Homesick Blues
2. Dennis Brown - Night Nurse
3. Tenor Saw - Ring The Alarm
4. Black Uhuru - Great Train Robbery
5. Little Kirk - Child Abuse
6. Chaka Demus & Pliers - Don't Be Cruel
7. Beres Hammond - Putting Up Resistance
8. Beenie Man - What Those Guys Are For
9. Freddie McGregor - Push Come To Shove
10. Don Carlos - Seven Days A Week
11. Israel Vibration - Cool And Calm
12. Sizzla - How Much
13. Foxy Brown - Sorry
14. Buju Banton - Gold Spoon
15. Yvad - Children Of The World
16. The Morwells - Reggae Party
17. Yellowman - War

### CD 2
1. Eek-a-Mouse - Lick Shot
2. The Wailing Souls - Dog Bite
3. Michigan & Smiley - Sugar Daddy
4. The Roots Radics - Hot We Hot
5. Little Lenny - Gun In A Baggy
6. The Itals - In A Dis Ya Time
7. Charlie Chaplin - Ruffian
8. Scientist - Baltimore Dub
9. Sugar Minott - Ain't Nobody Move Me
10. Sanchez - Place Mash Up
11. The Mighty Diamonds - Gone Bad
12. Cocoa Tea - Rocking Dolly
13. J.C. Lodge - Activate Me
14. Carlton & Family Man - Capo Dub
15. The Melodians - Irie Feelings
16. Bayanga - Rumbaskankin'

### CD 3
1. Sly & Robbie with Mad Professor - Peaceful Warrior
2. Anthony B - Clean Heart
3. The Mystic Revealers - Space And Time
4. Peter Broggs - Rastafari Chant Nyahbingi
5. The Rastafari Elders - King's Highway
6. Ras Pidow - Afrika
7. Culture - One Stone
8. Apple Gabriel - Another Moses
9. Luciano - Moving Up
10. Mutabaruka - Check It
11. Jacob Miller - Tenement Yard
12. Prince Malachi - Watch Over Me
13. Chalice - Stand Up
14. Brigadier Jerry - Armagiddeon Style
15. Gregory Isaacs - Slave Driver
16. The Congos - Rock Of Gibralter
17. Tony Rebel - Loyal Soul Jah

## Külső hivatkozások
- https://web.archive.org/web/20071017034527/http://www.roots-archives.com/release/3748/
- http://www.savagejaw.co.uk/trojan/tjetd152.htm Archiválva 2007. december 11-i dátummal a Wayback Machine-ben